# Hector Olleviers
Hector Olleviers (2 oktober 1837, Dudzele - 8 april 1897) was een Belgische politicus en burgemeester van Eernegem.

## Biografie
Olleviers ging geneeskunde studeren aan de Katholieke Universiteit Leuven. In 1865 kwam hij als dokter naar Eernegem.
Hij ging er in de gemeentelijke politiek en werd gemeenteraadslid in 1872. In 1882 werd hij schepen onder burgemeester Charles Daras. In 1884 overleed Daras en Olleviers volgde hem op als burgemeester. Na volgende verkiezingen bleef hij telkens burgemeester. Hij overleed tijdens zijn burgemeesterschap in 1897 en werd door Justin Boedts opgevolgd.